# Liste de points extrêmes de la Slovénie
Voici une liste de points extrêmes de la Slovénie.

## Latitude et longitude
| Budinci Damelj Benica Breginj Triglav |

- Nord : Budinci, Šalovci 46° 52′ 36″ N, 16° 14′ 00″ E
- Sud : Damelj, Črnomelj 45° 25′ 18″ N, 15° 10′ 38″ E
- Est : Benica, Lendava 46° 28′ 33″ N, 16° 35′ 48″ E
- Ouest : Breginj, Kobarid 46° 17′ 52″ N, 13° 22′ 31″ E

## Altitude
- Maximum : Triglav, 2 864 m 46° 22′ 45″ N, 13° 50′ 10″ E
- Minimum : mer Adriatique, 0 m